# The Gown of Destiny
The Gown of Destiny è un film muto del 1917 diretto da Lynn F. Reynolds. La sceneggiatura si basa su Each According to His Gifts, racconto di Earl Derr Biggers pubblicato su The Saturday Evening Post il 14 aprile 1917.

## Trama
Riformato dall'esercito per la sua bassa statura, il disegnatore di moda francese André Leriche, che lavora per madame Felice, ha l'idea di disegnare un vestito che dovrebbe aiutare il suo paese. Madame Felice vende l'abito alla signora Mortimer Reyton, una donna di mezza età che, a poco a poco, sta perdendo l'amore del marito. Il vestito è talmente bello e riesce a trasformarla in maniera tale che, in occasione dell'anniversario del loro matrimonio, Reyton - felice per l'amore ritrovato - decide di festeggiarlo comprando tre ambulanze da destinare alla Francia. La signora Reyton, allora, spedisce il vestito alla cugina Natalie. L'abito, questa volta, ispira Neil Cunningham, un inglese che torna in patria per arruolarsi e conquistare così l'amore di Natalie. In Francia, Neil dimostrerà in battaglia il suo eroismo, riuscendo a salvare dalla morte, durante un attacco condotto contro una roccaforte tedesca, il sindaco della città. Quest'ultimo, che si chiama Leriche, è anche il padre di André. Il cerchio si chiude: il vestito è riuscito a trasformare in realtà il sogno di André, quello di aiutare la Francia nel suo sforzo bellico contro la Germania.

## Produzione
Il film fu prodotto dalla Triangle Film Corporation.
L'abito indossato da Alma Rubens, secondo alcune fonti, si doveva alla casa di mode Hickson di New York

## Distribuzione
Distribuito dalla Triangle Distributing, il film uscì nelle sale cinematografiche degli Stati Uniti il 30 dicembre 1917.

### Conservazione
Una copia completa della pellicola in 35 mm viene conservata negli archivi del George Eastman House di Rochester.
Nel 2017 è stato distribuito in DVD dalla Silent Hall of Fame Enterprises.